# Wilmer Aguirre
Pour les articles homonymes, voir Aguirre.
Wilmer Alexander Aguirre Vásquez est un footballeur international péruvien, né le 10 mai 1983 à Pisco au Pérou. Surnommé El Zorrito « le petit renard », il évolue au poste d'attaquant.

## Carrière

### En club
Avec six titres de champion du Pérou (2001, 2003, 2004, 2006, 2021 et 2022) et plus de 90 buts marqués au sein de l'Alianza Lima, Wilmer Aguirre demeure un joueur important de l'histoire de ce club. Le 18 février 2010, lors de la Copa Libertadores 2010, il inscrit un triplé face au tenant du titre, l'Estudiantes LP (victoire 4-1), match qui reste dans les mémoires des supporters de l'Alianza Lima.
Il a l'occasion de jouer en France, au FC Metz, tant en Ligue 2 (champion en 2007) qu'en Ligue 1. Il connaît également une deuxième expérience à l'étranger, cette fois-ci au Mexique, puisqu'il joue d'abord pour le San Luis FC entre 2010 et 2013, avant de tenter sa chance au Cimarrones de Sonora (en D2), entre 2015 et 2016.
Revenu au Pérou en 2016, il poursuit sa carrière dans son pays natal (FBC Melgar, Juan Aurich, Ayacucho FC entre autres) avec une incursion en D2 en 2020 au sein du Pirata FC. En 2021, il revient à l'Alianza Lima, le club de ses débuts. Deux ans plus tard, il signe au Deportivo Garcilaso, club promu en D1.

### En équipe nationale
Au niveau des équipes de jeunes, Wilmer Aguirre remporte avec l'équipe du Pérou U18 les Jeux bolivariens en 2001. Il avait comme compagnons Alberto Rodríguez, Jefferson Farfán et Paolo Guerrero, joueurs qui deviendraient par la suite des cadres de l'équipe du Pérou des années 2010.
Devenu international A, El Zorrito Aguirre compte huit sélections (aucun but marqué) entre 2006 et 2012.

## Palmarès

### En club
| Alianza Lima - Championnat du Pérou (6) : - Champion : 2001, 2003, 2004, 2006, 2021 et 2022. - Copa Inca (1) : - Vainqueur : 2014. |  | FC Metz - Ligue 2 (1) : - Champion : 2007. |  | FBC Melgar - Torneo de Verano (1) : - Vainqueur : 2017. |

### En équipe nationale
Pérou -18 ans
- Jeux bolivariens (1) :
  - Vainqueur : 2001.

## Statistiques

### En club
- Source consultée : Football database.eu

Classement mis à jour le 3 octobre 2023.
| Saison         | Club                 | Championnat national | Championnat national | Championnat national | Coupes nationales | Coupes nationales | Coupes internationales | Coupes internationales | Total  | Total |
| Saison         | Club                 | Division             | Matchs               | Buts                 | Matchs            | Buts              | Matchs                 | Buts                   | Matchs | Buts  |
| -------------- | -------------------- | -------------------- | -------------------- | -------------------- | ----------------- | ----------------- | ---------------------- | ---------------------- | ------ | ----- |
| 2001           | Alianza Lima         | 1                    | 6                    | 0                    | 0                 | 0                 | 0                      | 0                      | 6      | 0     |
| 2002           | Alianza Lima         | 1                    | 29                   | 2                    | 0                 | 0                 | 4                      | 1                      | 33     | 3     |
| 2003           | Alianza Lima         | 1                    | 22                   | 10                   | 0                 | 0                 | 4                      | 0                      | 26     | 10    |
| 2004           | Alianza Lima         | 1                    | 38                   | 6                    | 0                 | 0                 | 4                      | 0                      | 44     | 6     |
| 2005           | Alianza Lima         | 1                    | 44                   | 13                   | 0                 | 0                 | 2                      | 0                      | 46     | 13    |
| 2006           | Alianza Lima         | 1                    | 20                   | 9                    | 0                 | 0                 | 0                      | 0                      | 20     | 9     |
| 2006-2007      | FC Metz              | 2                    | 12                   | 2                    | 1                 | 2                 | 0                      | 0                      | 13     | 4     |
| 2007-2008      | FC Metz              | 1                    | 17                   | 2                    | 1                 | 2                 | 0                      | 0                      | 18     | 4     |
| 2008           | Alianza Lima         | 1                    | 40                   | 18                   | 0                 | 0                 | 0                      | 0                      | 40     | 18    |
| 2009           | Alianza Lima         | 1                    | 33                   | 8                    | 0                 | 0                 | 0                      | 0                      | 33     | 8     |
| 2010           | Alianza Lima         | 1                    | 7                    | 2                    | 0                 | 0                 | 8                      | 3                      | 15     | 5     |
| 2010-2011      | San Luis FC          | 1                    | 30                   | 13                   | 0                 | 0                 | 4                      | 0                      | 34     | 13    |
| 2011-2012      | San Luis FC          | 1                    | 30                   | 8                    | 0                 | 0                 | 0                      | 0                      | 30     | 8     |
| 2012-2013      | San Luis FC          | 1                    | 8                    | 0                    | 1                 | 0                 | 0                      | 0                      | 9      | 0     |
| 2013           | Alianza Lima         | 1                    | 40                   | 7                    | 0                 | 0                 | 0                      | 0                      | 40     | 7     |
| 2014           | Alianza Lima         | 1                    | 15                   | 1                    | 12                | 1                 | 2                      | 0                      | 29     | 2     |
| 2015-2016      | Cimarrones de Sonora | 2                    | 6                    | 1                    | 0                 | 0                 | 0                      | 0                      | 6      | 1     |
| 2016           | Defensor La Bocana   | 1                    | 25                   | 11                   | 0                 | 0                 | 0                      | 0                      | 25     | 11    |
| 2017           | FBC Melgar           | 1                    | 15                   | 0                    | 2                 | 0                 | 5                      | 0                      | 22     | 0     |
| 2017           | Juan Aurich          | 1                    | 13                   | 7                    | 0                 | 0                 | 0                      | 0                      | 13     | 7     |
| 2018           | Unión Comercio       | 1                    | 39                   | 8                    | 0                 | 0                 | 0                      | 0                      | 39     | 8     |
| 2019           | Ayacucho FC          | 1                    | 23                   | 2                    | 0                 | 0                 | 0                      | 0                      | 23     | 2     |
| 2020           | Santos FC            | 2                    | 0                    | 0                    | 0                 | 0                 | 0                      | 0                      | 0      | 0     |
| 2020           | Pirata FC            | 2                    | 4                    | 3                    | 0                 | 0                 | 0                      | 0                      | 4      | 3     |
| 2021           | Alianza Lima         | 1                    | 17                   | 5                    | 1                 | 1                 | 0                      | 0                      | 18     | 6     |
| 2022           | Alianza Lima         | 1                    | 25                   | 3                    | 0                 | 0                 | 5                      | 1                      | 30     | 4     |
| 2023           | Deportivo Garcilaso  | 1                    | 6                    | 0                    | 0                 | 0                 | 0                      | 0                      | 6      | 0     |
| 2023           | Carlos A. Mannucci   | 1                    | 9                    | 0                    | 0                 | 0                 | 0                      | 0                      | 9      | 0     |
| Total carrière | Total carrière       | Total carrière       | 573                  | 141                  | 18                | 6                 | 38                     | 5                      | 629    | 152   |

### En sélection
| Année | Nation | Sélections | Buts |
| ----- | ------ | ---------- | ---- |
| 2006  | Pérou  | 1          | 0    |
| 2007  | Pérou  | 2          | 0    |
| 2008  | Pérou  | 1          | 0    |
| 2011  | Pérou  | 3          | 0    |
| 2012  | Pérou  | 1          | 0    |
| Total | Total  | 8          | 0    |